# Ultimate (écurie)
Pour les articles homonymes, voir Ultimate.

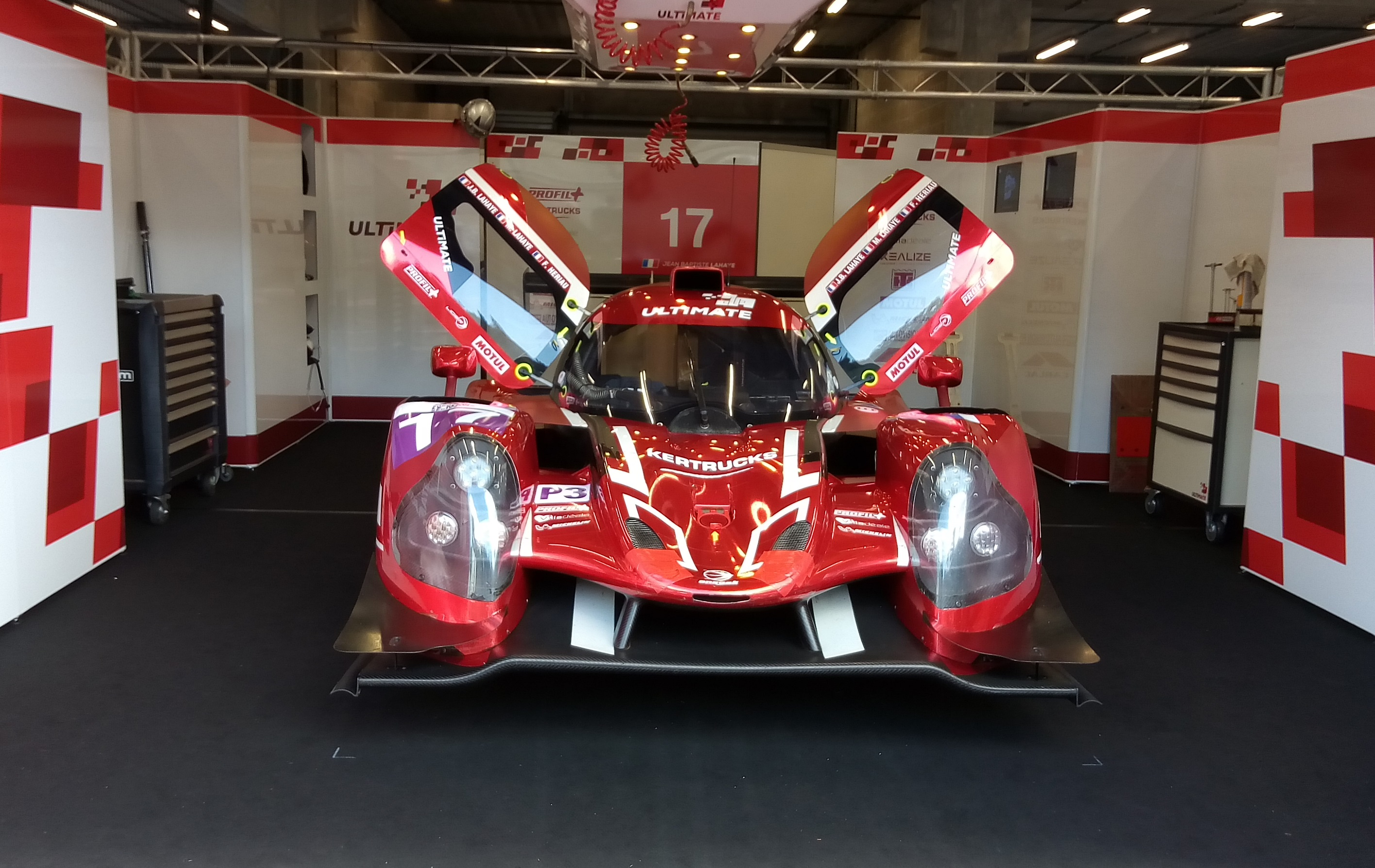
La Ligier JS P3 No.17 d'Ultimate

Ultimate est une écurie française de sport automobile, fondée en 2013 par Matthieu Lahaye. Le frère de Matthieu Lahaye, Jean Baptiste, est le second pilote et Marie Alice, son épouse, l'ingénieure de l'équipe.
Elle participe à différentes compétitions d'endurance automobile et est basée à Rennes.

## Historique
En 2020, l'écurie Ulimate avait pour ambition de débuter dans la catégorie LMP2 avec une Oreca 07 dans le championnat European Le Mans Series. À la suite de la Pandémie de Covid-19, l'écurie avait laissé planer des doutes concernant sa participation au championnat pour finalement annoncer qu'elle ne sera pas présente aux 4 Heures du Castellet car la situation économique ne leur permettait pas de réunir le budget pour disputer l'intégralité du championnat,.
En 2021, après une année blanche, l'écurie Ultimate fait son retour sur les circuits en s'inscrivant dans le championnat European Le Mans Series et en y faisant concourir une Oreca 07 dans la catégorie LMP2 avec le support technique de l'écurie française Tech 1 Racing. Lors de la saison, François Hériau se casse la clavicule lors d'une sortie en VTT et celui-ci est remplacé par Gianluca Giraudi (de) pour les deux dernières manches du championnat. Cette première saison dans cette catégorie s'avère positive car la voiture voit le drapeau à damier à toutes les courses, avec comme meilleure position, deux 5e place lors des 4 Heures de Barcelone 2021 et des 4 Heures du Red Bull Ring.

L'Oreca 07 de l'écurie Ultimate durant les 24 Heures du Mans

En 2022, l'écurie Ultimate change son fusil d'épaule et s'inscrit pour la première fois au Championnat du monde d'endurance FIA en y faisant concourir une Oreca 07 dans la catégorie LMP2 Pro/Am. Comme les saisons précédentes, c'est avec François Hériau, Jean-Baptiste Lahaye (de) et Matthieu Lahaye que l'écurie participe à ce nouveau challenge avec, comme la saison précédente, le support technique de l'écurie française Tech 1 Racing. Dans la lignée de la saison précédente, l'écurie avait obtenu de bons résultats avec quatre 2e position et une 3e position, les 24 Heures du Mans étant le plus mauvais résultat car l'écurie boucle la classique mancelle en 4e position.
En 2023, l'écurie Ultimate fait son retour dans le championnat European Le Mans Series en y faisant concourir une Ligier JS P320 dans la catégorie LMP3. Contrairement aux saisons précédentes où François Hériau accompagnait Jean Baptiste et Matthieu Lahaye, c'est le pilote français Eric Trouillet (de) qui complète l'équipage de la voiture en raison du départ de François Hériau vers le championnat américain WeatherTech SportsCar Championship. Cette saison est assez irrégulière avec des hauts comme une 2e place lors des 4 Heures de l'Algarve et une 3e place lors des 4 Heures de l'Aragon, mais également des bas avec deux abandons lors des 4 Heures de Spa-Francorchamps et des 4 Heures de Portimão. Elle boucle ainsi le championnat en 8e position avec 39 points.

## Palmarès
- VdeV Endurance Series (2013-2015)

| Saison | Équipe          | Voiture      | 1   | 2   | 3   | 4   | 5   | 6   | 7   | 8   | 9   | Total | Pos. |
| ------ | --------------- | ------------ | --- | --- | --- | --- | --- | --- | --- | --- | --- | ----- | ---- |
| 2013   | No. 35 Ultimate | Tatuus PY012 | CAT | MUG | LEC | DIJ | ARA | LEC | LED | MAG | EST |       |      |
| 2014   | No. 35 Ultimate | JS 53 EVO    | CAT | LMS | LEC | DIJ | ARA | LEC | MAG | EST |     |       |      |
| 2014   | No. 35 Ultimate | Tatuus PY012 | CAT | LMS | LEC | DIJ | ARA | LEC | MAG | EST |     |       |      |
| 2015   | No. 35 Ultimate | JS 53 EVO    | CAT | MUG | LEC | ARA | DIJ | LEC | MAG | EST |     |       |      |

- European Le Mans Series (2016-2021; 2023-)

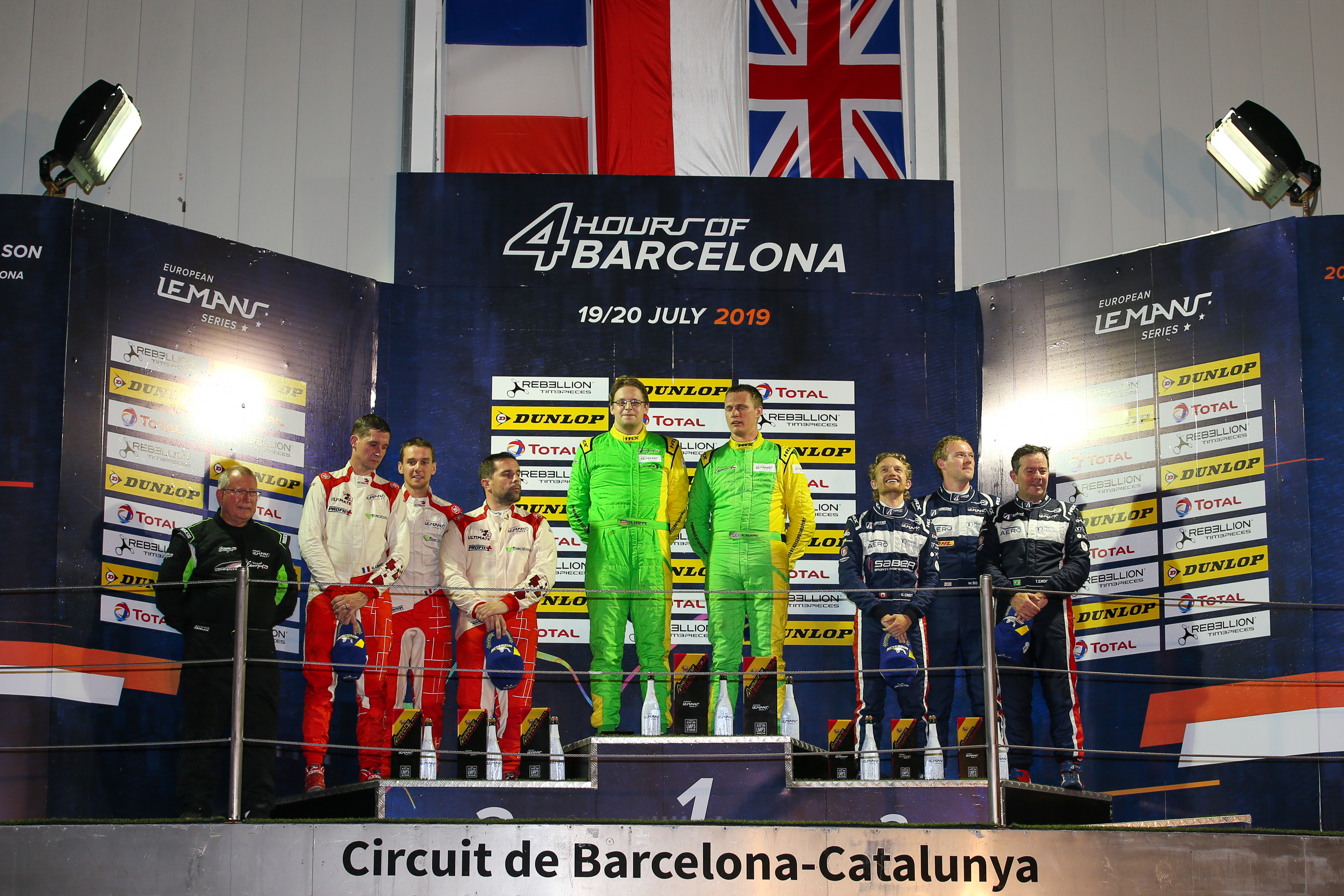
Podium à l'issue des 4 Heures de Barcelone

| Année | Classe | no | Voiture        | 1        | 2      | 3        | 4        | 5        | 6        | Total | Pos. |
| ----- | ------ | -- | -------------- | -------- | ------ | -------- | -------- | -------- | -------- | ----- | ---- |
| 2016  | LMP3   | 17 | Ligier JS P3   | SIL 11   | IMO 10 | RBR Abd. | LEC 4    | SPA 4    | EST 14   | 26    | 8e   |
| 2017  | LMP3   | 17 | Ligier JS P3   | SIL 2    | MON 3  | RBR 4    | LEC 6    | SPA 8    | POR 8    | 61    | 4e   |
| 2018  | LMP3   | 17 | Norma M30      | LEC Abd. | MON 7  | RBR 4    | SIL 3    | SPA Abd. | POR 12   | 36.5  | 8e   |
| 2019  | LMP3   | 17 | Norma M30      | LEC 1    | MON 11 | BAR 2    | SIL 7    | SPA 4    | POR 3    | 76    | 3e   |
| 2021  | LMP2   | 29 | Oreca 07       | BAR 5    | RBR 5  | LEC 13   | MON 11   | SPA 10   | POR 11   | 23    | 12e  |
| 2023  | LMP3   | 35 | Ligier JS P320 | BAR 7    | LEC 12 | ARA 3    | SPA Abd. | ALG 2    | POR Abd. | 39    | 8e   |

N.B. * Saison en cours. Les courses en grasindiquent une pole position, les courses en italique indiquent le meilleur tour de course.
- Championnat du monde d'endurance FIA (2022)

| Année | Classe | no | Voiture  | 1     | 2     | 3     | 4     | 5     | 6     | Total | Pos. |
| ----- | ------ | -- | -------- | ----- | ----- | ----- | ----- | ----- | ----- | ----- | ---- |
| 2022  | LMP2   | 35 | Oreca 07 | SEB 2 | SPA 3 | LMS 4 | MNZ 2 | FUJ 2 | BHR 2 | 129   | 3e   |

## Pilotes
- Gianluca Giraudi (de) (2021)
- François Hériau (2016-2019, 2021)
- Jean-Baptiste Lahaye (de) (2016-2019, 2021, 2023)
- Matthieu Lahaye (2016-2019, 2021, 2023)
- Pierre Nicolet
- Eric Trouillet (de) (2023)